# 镇国塔 (民勤县)
镇国塔，位于中国甘肃省民勤县，为一个省级文物保护单位，类型为古建筑。
镇国塔的历史年代为清代。